# Байкеры 2: Настоящие чувства
«Ба́йкеры 2: Настоя́щие чу́вства» (хинди धूम २, Dhoom 2, дословный перевод «Шум 2») — индийский фильм 2006 года режиссёра Санджая Гадхви. Второй фильм трилогии Dhoom. Первый фильм «Байкеры» вышел в 2004 году, а в 2013 году вышла последняя часть — «Байкеры 3».

## Сюжет
Мечта Али сбылась — его назначили настоящим офицером полиции, и он выполняет свои обязанности с Джаем Дикситом. Вместе они отслеживают преступления в Мумбаи — в том числе некоего Мистера А, который крадёт главные сокровища мира. Джай вычислил, что после серии налётов, блестяще спланированных по всему миру, Мистер А совершит кражу в Мумбаи.
Но как только тот прибывает в Индию, он встречает Сунехри — взломщицу, которая предлагает ему сотрудничество. В свою очередь Джаю и Али помогает Шонали Бос, офицер полиции и специалист по этому загадочному вору, которого никто никогда не видел. Начинается игра в прятки между полицией и ворами.

## В ролях
- Ритик Рошан — Арьян Сингх / Мистер А
- Айшвария Рай — Сунехри
- Абхишек Баччан — Джай Диксит
- Бипаша Басу — Сонали Бос / Монали Бос
- Удай Чопра — Али Акбар Фатх-Хан
- Рими Сен — Свити Диксит (камео)

## Производство
Вышедший в 2004 году, фильм «Байкеры» имел большой коммерческий успех, поэтому продюсер Яш Чопра решил снять сиквел к нему, о чём объявил в июне 2005 года.
Сняться в новом фильме были приглашены все ведущие актёры из первой части, за исключением Джона Абрахама и Эши Деол. В качестве антагонистов были введены герои Ритика Рошана и Айшварии Рай,
которым пришлось сбросить несколько фунтов веса по требованию продюсера.
На роль, сыгранную Бипашей Басу, изначально претендовала Приянка Чопра.
Съёмки фильма проходили в Мумбаи, Рио-де-Жанейро и Намибии. Это первый фильм Болливуда, снятый в Бразилии.
Роль Ритика потребовала от него исполнения нескольких опасных трюков, включающих роллерблейдинг, сэндбординг и катание на сноуборде.
Сцена поцелуя между Ритиком Рошаном и Айшварией Рай рассматривалась индийским судом за непристойность.

## Саундтрек
| №  | Название                | Исполнитель                                                                  | Длительность |
| -- | ----------------------- | ---------------------------------------------------------------------------- | ------------ |
| 1. | «Crazy Kiya Re»         | Сунидхи Чаухан                                                               | 4:54         |
| 2. | «Touch Me»              | Кей Кей, Алиша Чинаи                                                         | 5:17         |
| 3. | «My Name Is Ali»        | Сону Нигам, Бипаша Басу                                                      | 4:34         |
| 4. | «Dil Laga Na»           | Сукхбир, Сохам Чакраборти, Джолли Мукерджи, Махалакшми Айер, Сюзанна Д'Мелло | 5:04         |
| 5. | «Dhoom Again»           | Вишал Шекхар, Доминик Середжо                                                | 5:02         |
| 6. | «Crazy Kiya Re — Remix» | Сунидхи Чаухан                                                               | 3:57         |

## Награды
Filmfare Awards
- Лучший актёр — Ритик Рошан[11]

Bollywood Movie Awards
- Лучший актёр — Ритик Рошан
- Лучший звук — Дварак Варриер
- Лучшая хореография — Шиамак Давар за «Dhoom Again»
- Лучший оператор — Викас Шиварам и Нирав Шах

Screen Awards
- Лучшая хореография — Шиамак Давер за «Dhoom Again»

Stardust Awards
- Самый успешный молодой режиссёр — Санджай Гадхви
- Звезда года (женщины) — Айшвария Рай

AIFA Award
- Лучший оригинальный саундтрек — «Crazy Kiya Re»

International Indian Film Academy Awards
- Лучший дизайн костюмов — Анахита Ададжания
- Лучший грим — Дж. А. Джеймс